# Eunice Reddick

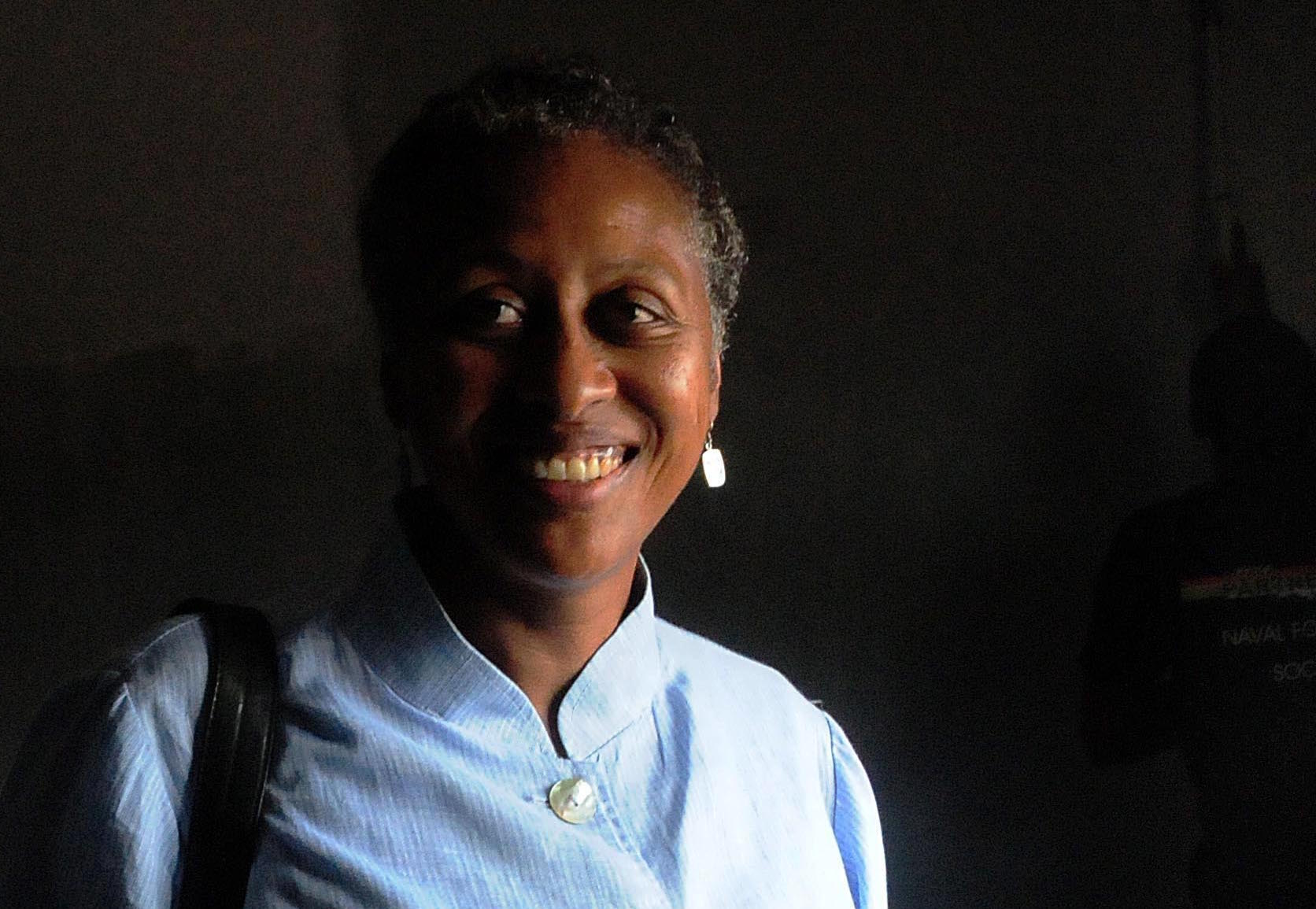
Eunice Reddick (2008)

Eunice Sharon Reddick (* 21. August 1951 in New York City) ist eine US-amerikanische Diplomatin.

## Leben
Eunice Reddick besuchte die Hunter College High School, die sie 1969 abschloss. Sie machte 1973 einen Bachelor of Arts in Geschichte und Literatur an der New York University und 1975 einen Master in internationalen Angelegenheiten an der Columbia University. Danach arbeitete sie zunächst einige Jahre lang für das African-American Institute in New York und Washington, D.C.
Reddick trat 1980 in den Dienst des Außenministeriums der Vereinigten Staaten. Sie war anfangs in der US-Botschaft in Harare in Simbabwe tätig, bis sie 1983 nach Washington, D.C. zurückkehrte. Dort beaufsichtigte sie Hilfsaktivitäten für afrikanische Flüchtlinge. Anschließend war sie im Afrika-Büro des Außenministeriums für Tansania und die Inselstaaten des Indischen Ozeans zuständig.
Nach einem Hochchinesisch-Studium am American Institute in Taiwan arbeitete Reddick von 1991 bis 1993 an der Botschaft der Vereinigten Staaten in Peking. Sie lehrte danach ein Jahr lang am Institut für diplomatische Studien der Georgetown University. Anschließend wirkte sie im Außenministerium als Vizedirektorin des Büros für Burma, Kambodscha, Laos und Thailand sowie des Büros für internationale Entwicklungshilfe. Reddick war von 1997 bis 2000 Leiterin der politischen Abteilung des American Institute in Taiwan. Darauf folgten Direktorenposten im Außenministerium: im Büro für die Philippinen, Malaysia, Brunei und Singapur sowie im Ostafrika-Büro.
Eunice Reddick wurde 2007 als Nachfolgerin von R. Barrie Walkley Botschafterin der Vereinigten Staaten in Gabun und São Tomé und Príncipe mit Amtssitz in Libreville. In diesem Amt folgte ihr 2010 Eric D. Benjaminson nach. Reddick wirkte danach als Diplomat-in-Residence an der Howard University und von 2011 bis 2013 als Direktorin des Westafrika-Büros im Außenministerium.
Im Jahr 2014 folgte sie Bisa Williams als Botschafterin der Vereinigten Staaten in Niger mit Amtssitz in Niamey nach. Ihre Mission endete 2017. Ihr Nachfolger wurde Eric Whitaker.
Reddick ist mit dem Diplomaten Marc Wall verheiratet. Das Paar hat zwei Kinder.